# 东城街道 (巴中市)
东城街道，是中华人民共和国四川省巴中市巴州区下辖的一个乡镇级行政单位。2011年，将江北街道办事处的红岩河、后河2个社区和杨坝、中坝、插旗山3个村，巴州镇的塔子山、东华、摇铃、尖山寺、排垭、凉水井、碾盘寺、清莲、洪山9个村所属行政区域划归东城街道办事处管辖。

## 行政区划
东城街道下辖以下地区：
北门社区、鼓楼社区、大东社区、南门社区、擂谷村和柏杨庙村。